# Comité Especial Transcaucásico
El Comité Especial Transcaucásico, conocido como OZAKOM (Osobyi Zakavkazskii Komitet, Особый Закавказский Комитет) fue establecido en 1917 por el Gobierno Provisional Ruso como el órgano más alto de la administración civil al sur de las montañas del Cáucaso. Su composición era reflejo de la representación étnica de los diputados de la Duma. Este comité ignoró la hegemonía socialdemócrata de la región, y provocó la petición de abolición por parte de los soviéticos
Se constituye el 22 de marzo de 1917, con sede en Tiflis. Estaba compuestos por diputados de la 4ª Duma Estatal de Rusia, entre otros diputados, los siguientes:
- V. A. Jarlámov (В. А. Харламов) de los kadetes, como presidente
- M. I. Papadzhánov (М. И. Пападжанов) de los Dashnaks
- M. Y. Dzhafárov (М. Ю. Джафаров) de los Musavatistas
- A. I. Chjenkeli (А. И. Чхенкели) de los Mencheviques
- K. Abazhidze (К. Абашидзе) de los Social-Federalistas

Estuvo en funcionamiento hasta la formación el 15 de noviembre de 1917 (28 de noviembre del calendario occidental) del Comisariado Transcaucásico (Закавказский комиссариат).